# 曼徹斯特鎮區 (新澤西州)
曼徹斯特鎮區（英語：Manchester Township）是位於美國新澤西州海洋縣的一個鎮區。

## 地方資料
曼徹斯特鎮區的面積為213.70平方千米，當中陸地面積為210.87平方千米，而水域面積為2.83平方千米。根據2020年美國人口普查的數據，當地共有人口45115人，而人口密度為每平方千米211.11人。